# 2019年英國大選術語彙編

2019年英國大選選舉結果

2019年英國大選在12月12日舉行，選舉前後的英國社會出現了不少與選舉有關的行話。

## B
Brelection（英國脫歐選舉）
或稱「Brelection」，是「Brexit」（英國脫歐）和「Election」（選舉）的混成詞，代指今次選舉，因為選舉結果將決定脫歐的進程。
Brexit Party（英國脫歐黨）
即奈杰尔·法拉奇為參加歐洲議會選舉而在2019年初成立的新政黨。脫歐黨競逐保守黨控制的多個議席，以及集中火力挑戰工黨控制但支持脫歐的北英格蘭多個議席，但最終未能奪得任何席位。

## C
Corbynmania（柯賓粉）
是「Corbyn」（郝爾彬）和「-mania」（狂熱粉絲）的混成詞，在2015年首次使用，代表在2019年大選期間熱烈支持工黨黨魁郝爾彬的粉絲。

## E
Early Parliamentary General Election Act 2019（2019年提前國會大選法令）
是英國國會一條旨在就舉行2019年大選而制定條文的法令，法令使得原定規定舉行選舉的定期國會法令失效。

## G
Get Brexit done （Get Brexit done（搞定脫歐））
是保守黨在大選期間的競選口號，呼籲市民投票給他們，好讓英國脫歐得以完成。

## L
Leave constituency（脫歐選區）
代表在2016年英國脫歐公投中，有過半數選民選擇脫歐的選區。

## R
Red Wall （紅牆）
代表工黨在英格蘭中部和北英格蘭的國會選區票倉。在2019年大選後，多個工黨選區都首次成為保守黨囊中之物，因此評論員形容工黨的紅牆「倒塌」。
Remain constituency（留歐選區）
代表在2016年英國脫歐公投中，有過半數選民選擇留歐的選區。

## S
Safe seat （穩得議席）
指一個政黨或現任議員最有把握勝出的議席。
Target seat（目標議席）
代表各政黨希望成功翻盤的議席，這些議席通常都是邊緣議席，即勝者優勢少於10%。這些議席有機會決定選舉的勝敗，包括：南安普頓伊欽、東北法夫、里奇蒙公園。

## U
Unite to Remain （團結留歐）
是2019年大選一個选举联盟，由三個支持留歐的政黨組成：自由民主黨、英格兰和威尔士绿党和威爾斯黨，目標是避免鎅票和透過配票而增加留歐派勝算。聯盟最終淨損失一個議席，意味協調失敗，而自民黨黨魁喬·斯溫森更加失去了議席。

## W
Workington man （沃金頓人）
以坎布里亞郡沃金頓市鎮命名，用以形容左右選舉結果的關鍵目標選民，實屬刻板形象。工黨籍影子環境、食品及鄉郊事務大臣蘇·曦文在選前擔任沃金頓議員，但最終輸給了保守黨，是工黨四十年來首次失去此議席。